# Apotecari

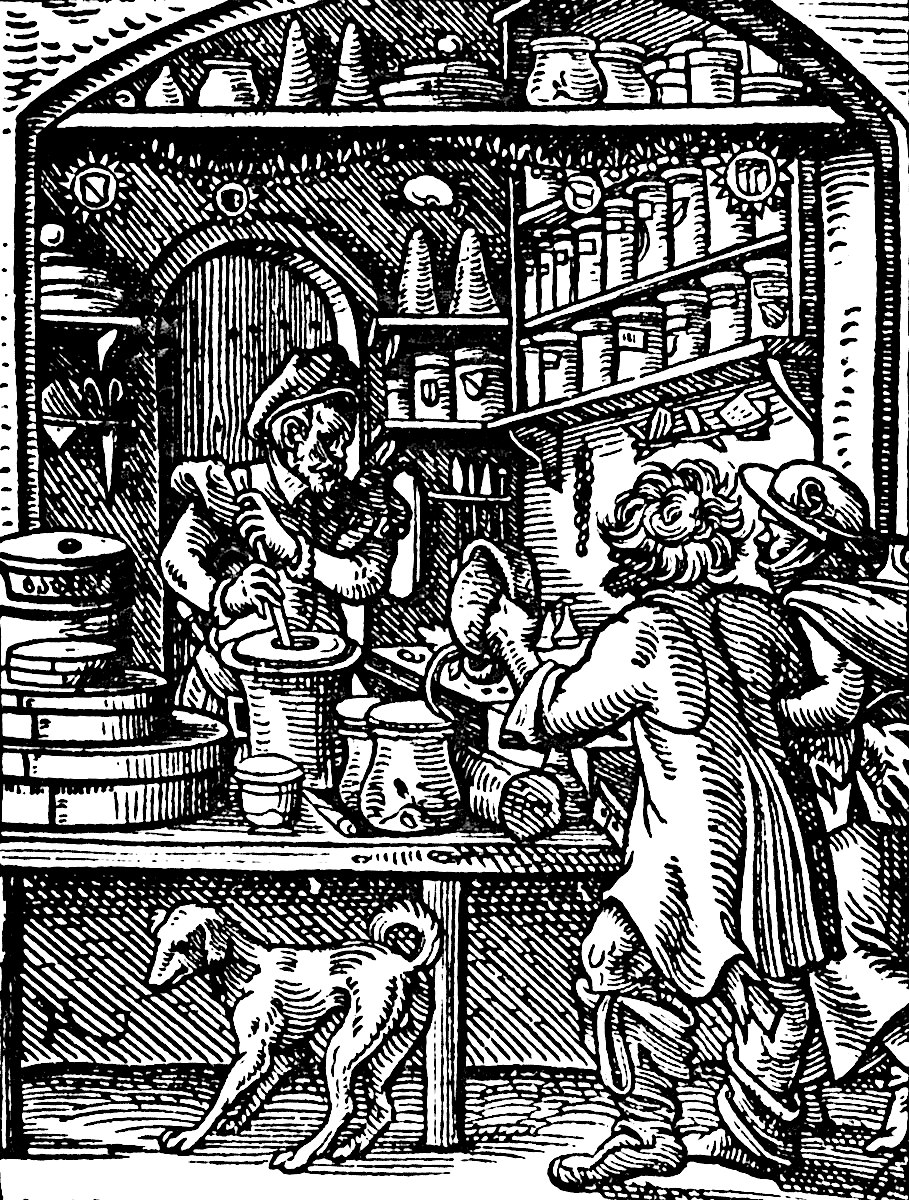
Apotecari per Jost Amman i Hans Sachs, 1568

Els apotecaris i apotecàries foren els precursors dels farmacèutics. Venien drogues i medicaments per als malalts. El mot prové del llatí apothecarius i significa 'botiguer', que corresponia essencialment a les pràctiques dels segles XIII i XIV, on la botiga era l'element que diferenciava el comerciant seriós del xarlatà de pas. La professió esdevingué autònoma al segle xviii, i l'apotecari fou reemplaçat progressivament pel farmacèutic a partir del segle xix.

## Història

### Els apotecaris durant l'Antiguitat
La funció de l'apotecari es podria remuntar al 2600 aC a Sumer on els textos mèdics, barrejats amb conjurs religiosos, són testimoniats a dues tauletes d'argila els cuneïformes de les quals mencionen símptomes, prescripcions i consells per combinar-los. El Papir Ebers de l'Antic Egipte, escrit al voltant del 1500 aC, conté una recull de més de 800 prescripcions i menciona més de 700 medicaments diferents. A l'antiga Grècia, Dioscòrides Pedaci escrigué el seu tractat De materia medica vers l'any 60 després de Jc, una obra que aporta una base científica i crítica als adroguers que fabriquen i venen llurs productes químics als metges. Les plantes medicinals són preparades pels herbolaris.

### Els apotecaris a l'edat mitjana a l'època moderna

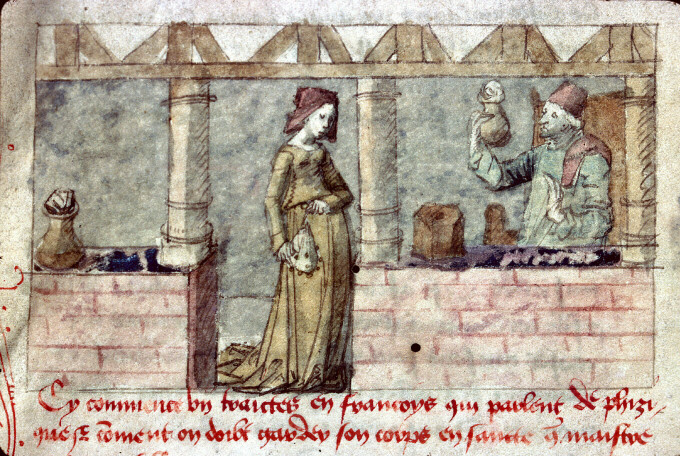
Apotecari (França, segle XV

Fins al 640, data de la destrucció de la biblioteca d'Alexandria, els apotecaris són ambulants i es confonen amb els xarlatans. Les botigues d'apotecari gestionades pels farmacèutics àrabs existeixen a l'edat mitjana a Bagdad des de l'any 754 sota el Califat Abbàssida. Els apotecaris estan presents igualment a Al-Àndalus des del segle xi. Utilitzen sobretot antidotaris àrabs. Als Països Catalans, justament, un dels primers texts conservats és e Llibre de les medicines particulars o simples del metge i botànic toledà Ibn Wàfid (segle xi), traduït al català directament de l’àrab (també ho fou a l’hebreu i més tard al llatí) al segle xiv i publicat per Lluís Faraudo (1943). Entre altres també es conserva un llibre de 1592 de fra Antoni Castell (amb el pròleg en català) que porta per títol Theorica y pratica de boticarios que parla del agua escurçonera, citada per Monardes que deia que «sólo los catalanes saben encontrar la yerba escorçonera» (per a les picades d'escurçó).

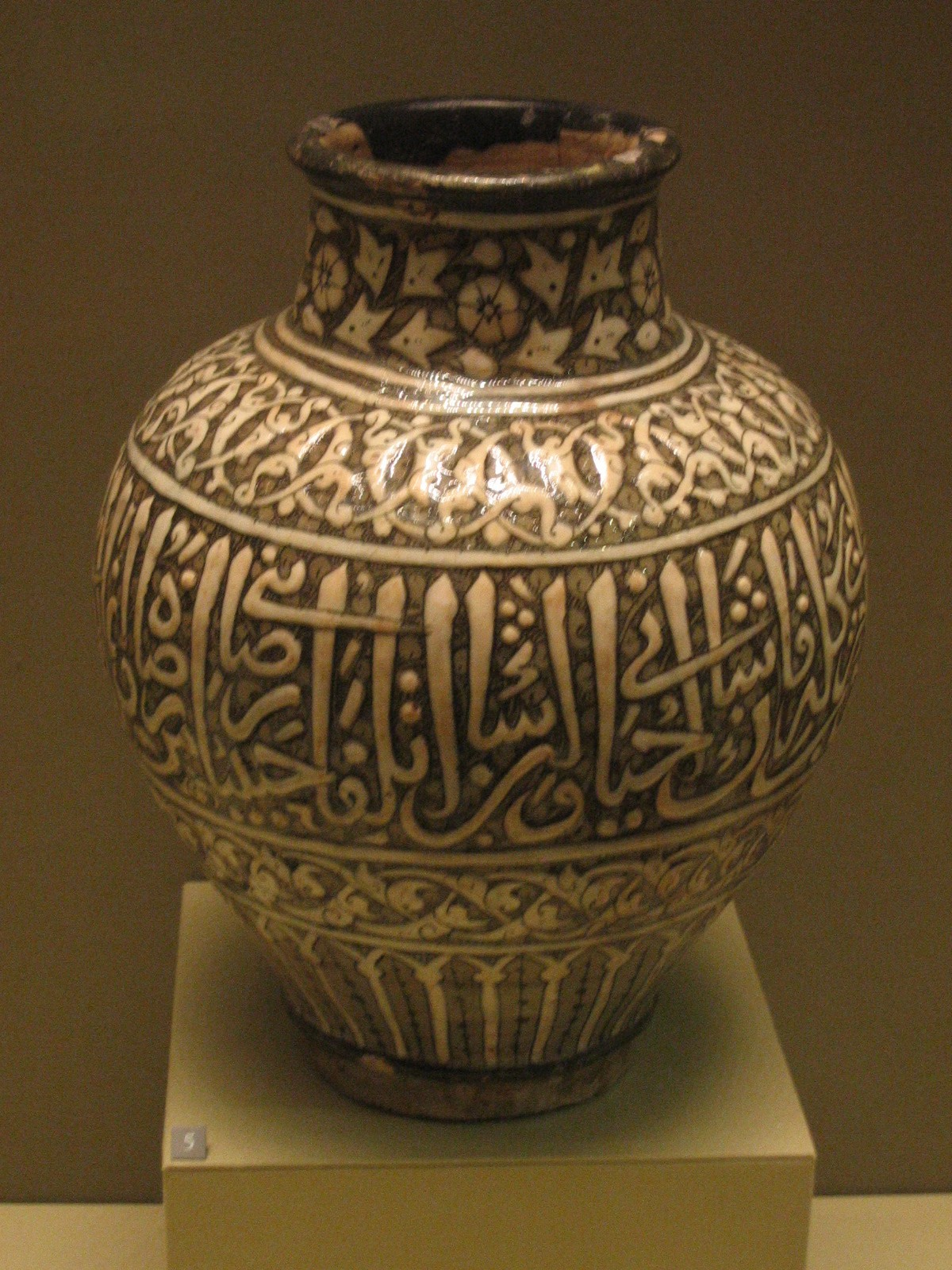
Gerro d'apotecari, Egipte,

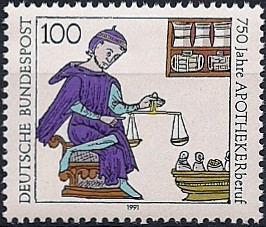
Apotecari amb la seva jaqueta i gorra, fent servir una balança (1492)

Des del segle v, Cassiodor recomana als monestirs i convents de disposar d'un apothecarius que fa les funcions de metge i farmacèutic. Els coneixements farmacèutics antics són transmesos a Occident mercès als metges àrabs que creen noves formes farmacèutiques (xarops, juleps). Entre ells, Avicenna és l'autor d'un Canon de la medicina i el primer a imaginar de daurar i platejar les píndoles. Ultra les generalitats sobra la ciència, l'obra tracta de diferents malalties, però també de nombroses preparacions farmacèutiques: decoccions, xarops, pols, triagues. Traduït extensivament durant tota l'edat mitjana, el Cànon està adornat amb miniatures que representen els metges i apotecaris. La societat feudal patia grans transformacions socials. Els comerciants i artesans de certs oficis s'havien acostumat a agrupar-se en els nòrdics associacions hereus gremis, coneguts com a corporacions. Només els apotecaris venien sucre i pertanyien al gremi dels especiers. De fet, els documents es refereixen indistintament als apotecaris i als especiers en reglamentar la preparació i venda de medicines, xarops, aigües, ungüents, cataplasmes, herbes, etc.
La formació de l'apotecari era, al principi, exclusivament pràctica, i consistia en un llarg aprenentatge dels trucs necessaris per fer preparacions exitoses. Els mestres apotecaris s'encarregaven, a la seva apotecaria, de la formació dels candidats al mestratge. L'aprenent havia de tenir nocions de llatí i gramàtica per llegir els formularis i receptes dels metges. Després d'una mitjana de quatre anys d'aprenentatge -tres a deu anys de pràctiques, l'estudiant, després de presentar un certificat de bona vida i costums, podia accedir al mestratge després de superar diverses proves, incloent la realització d'una obra mestra.
Es constituïren comunitats d'apotecaris. Es troben a l'origen del caràcter reglamentat que a hores d'ara encara conserva la farmàcia. Al principi, aquestes comunitats amb prou feines es distingien de la dels metges fins a l'Edicte de Salern dictat per Frederic II el 1241, edicte que separa jurídicament ambdues corporacions i marca l'acta de naixement de la professió d'apotecari. Aquest edicte, que servirà de model a Occident, trigarà emperò molts segles a esdevenir efectiu, com ho mostra el gremi Arte dei Medici e Speziali.

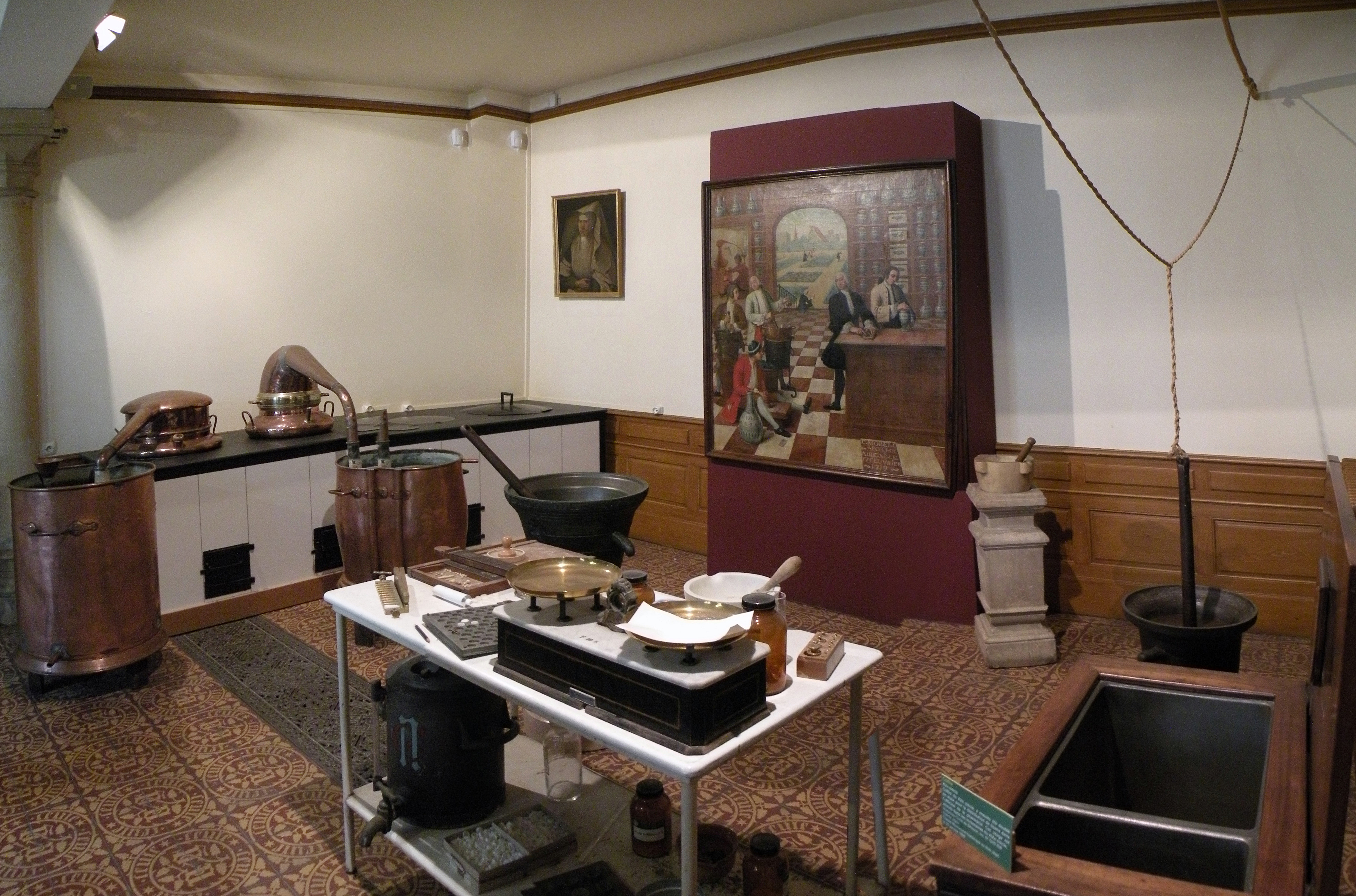
Sala de preparació de l'apotecari dels Hospices de Beaune

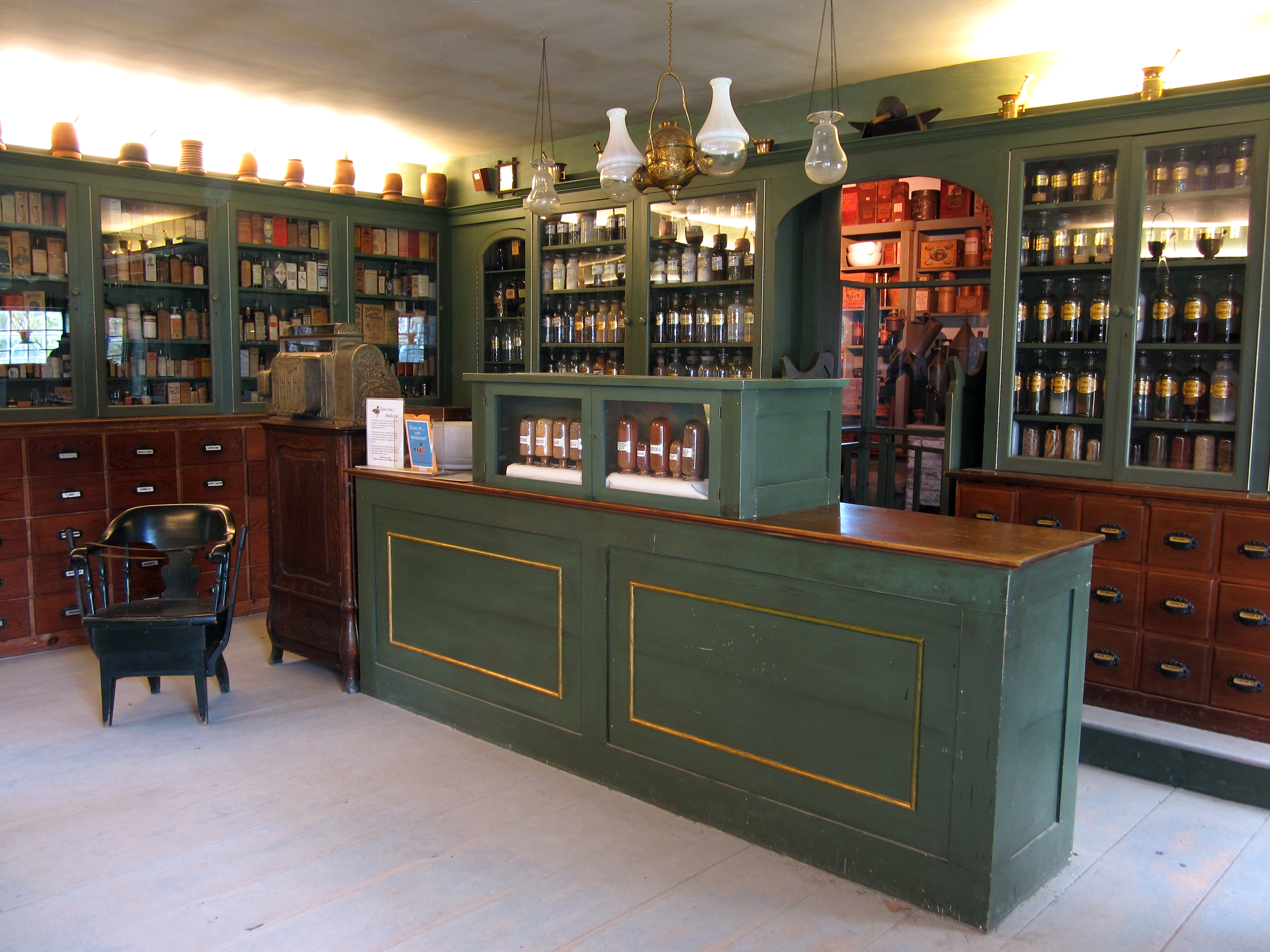
Botiga de l'apotecari

A Mallorca, el col·legi dels apotecaris es fundà el segle xvi, i les ordinacions més antigues que es conserven són de 1546; fins llavors, de la confecció i venda de medicaments se n'havien encarregat altres botiguers, com ara els candelers, els sucrers i els especiers. El seu patró eren les Tres Maries, honrades a les esglésies conventuals del Carme, de Santa Magdalena i de Sant Domingo, on celebraven les seves juntes. L'escut del col·legi consistia en un murter entre dos pots d'apotecari.
Els apotecaris s'ocuparien progressivament de noves funcions: control de mercaderies i supervisió de pesos i mesures. Com a conseqüència natural, sens dubte, del sistema corporatiu, van sorgir molts conflictes va sorgir entre els diversos oficis: els apotecaris estaven lluitant amb els xarlatans, els herbolaris, els mercers, i els cirurgians barbers. Gelosos de les seves prerrogatives, conscients de la noblesa del seu art, tenint cura de distingir-se d'altres professionals; com a membre d'una corporació influent i posseïdor de drogues rares i prestigiosos, l'apotecari del segle xvi era considerat com un notable burgès (que no rep estipendi, es tracta d'un comerciant real). Per exemple, la venda de tabac, en forma de pols, estava reservada als apotecaris. Un famós químic al segle xviii fou Antoine Parmentier que va dirigir l'apotecaria de l'hôtel des Invalides; una coneguda apotecària fou Elizabeth Garrett Anderson, membre de la Venerable societat dels apotecaris de Londres.

### De l'apotecari al farmacèutic

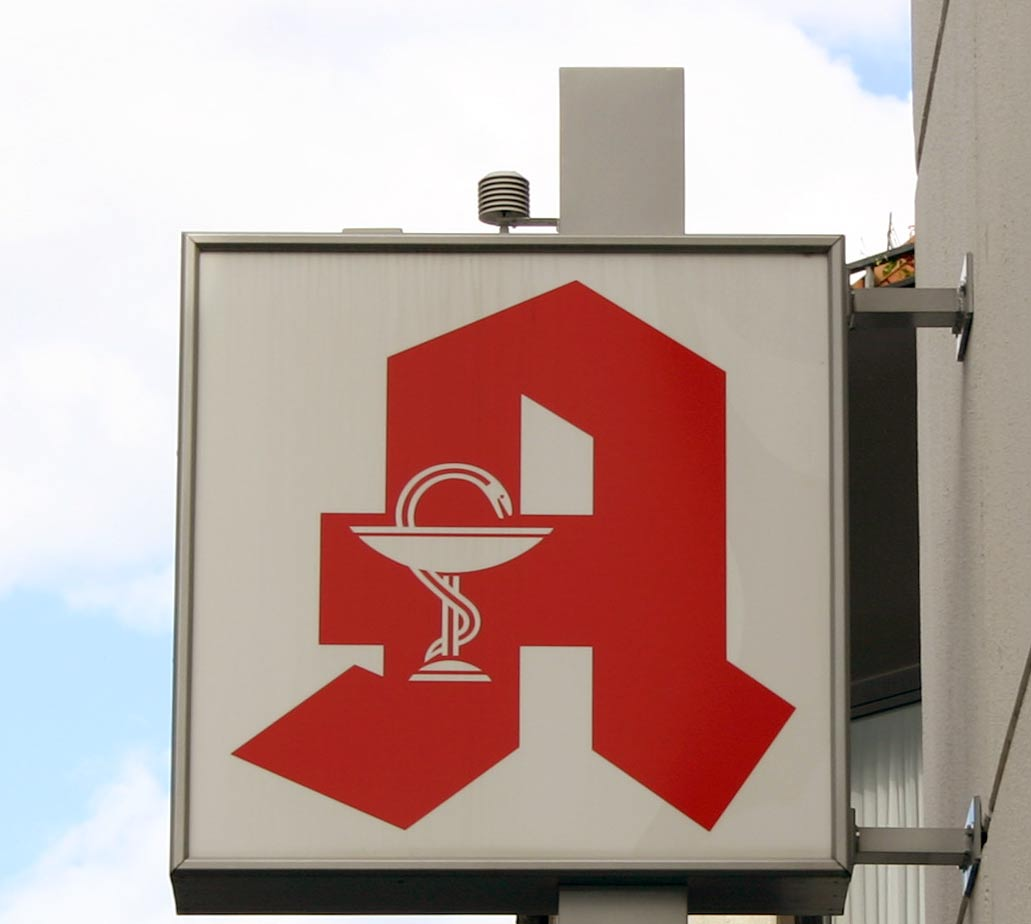
El símbol modern d'una Apotheke a Alemanya

A Barcelona cal destacar els apotecaris Josep Antoni Savall i Joan Ameller i Mestre com a precursors de la moderna farmàcia i com aquells que van posar les bases de l'actual Facultat de Farmàcia de la Universitat de Barcelona. Savall tenia una apotecaria al carrer de l'Hospital i Ameller apareix, el 1814, com a titular de l'apotecaria que havia estat del seu pare, a la plaça de l'Àngel. La relació entre ambdós fou estreta i fins i tot Ameller s'erigí en fiador de Savall quan aquest es va presentar als exàmens per obtenir el títol d'apotecari. Sembla que va aprovar l'examen sense problemes i posteriorment apareix com a membre del Col·legi d'Apotecaris. Savall pronuncià un discurs el 1788 sobre la necessitat d'una nova farmacopea, fet que dona a entendre que, en aquella època, els apotecaris catalans no coneixien l'existència de la Concòrdia de 1515.
S'haurà d'esperar al 1898 perquè el Col·legi de Farmacèutics de Barcelona vegi la llum amb la publicació del Reial Decret de creació dels col·legis oficials provincials de metges i farmacèutics. I no serà fins al 1934 que els col·legis oficials de l'Estat Espanyol es federaran en la Unión Farmacéutica Nacional. En l'actualitat, els col·legis de farmacèutics catalans s'agrupen en el Consell de Col·legis Farmacèutics de Catalunya. Al seu torn, tots els col·legis de farmacèutics de l'Estat Espanyol s'agrupen en el Consejo General de Colegios Oficiales de Farmacéuticos de España
En l'actual Alemanya, hom parla sempre d’Apotheker per designar un farmacèutic, i d’Apotheke per designar una farmàcia. El mateix s'esdevé a Rússia: hom parla llavors d'aptsiéka (аптека) per designar una farmàcia.